# Exorista cotei
Exorista cotei är en tvåvingeart som beskrevs av Grilat 1915. Exorista cotei ingår i släktet Exorista och familjen parasitflugor.
Artens utbredningsområde är Frankrike. Inga underarter finns listade i Catalogue of Life.